# Palatul Episcopal al Dunării de Jos

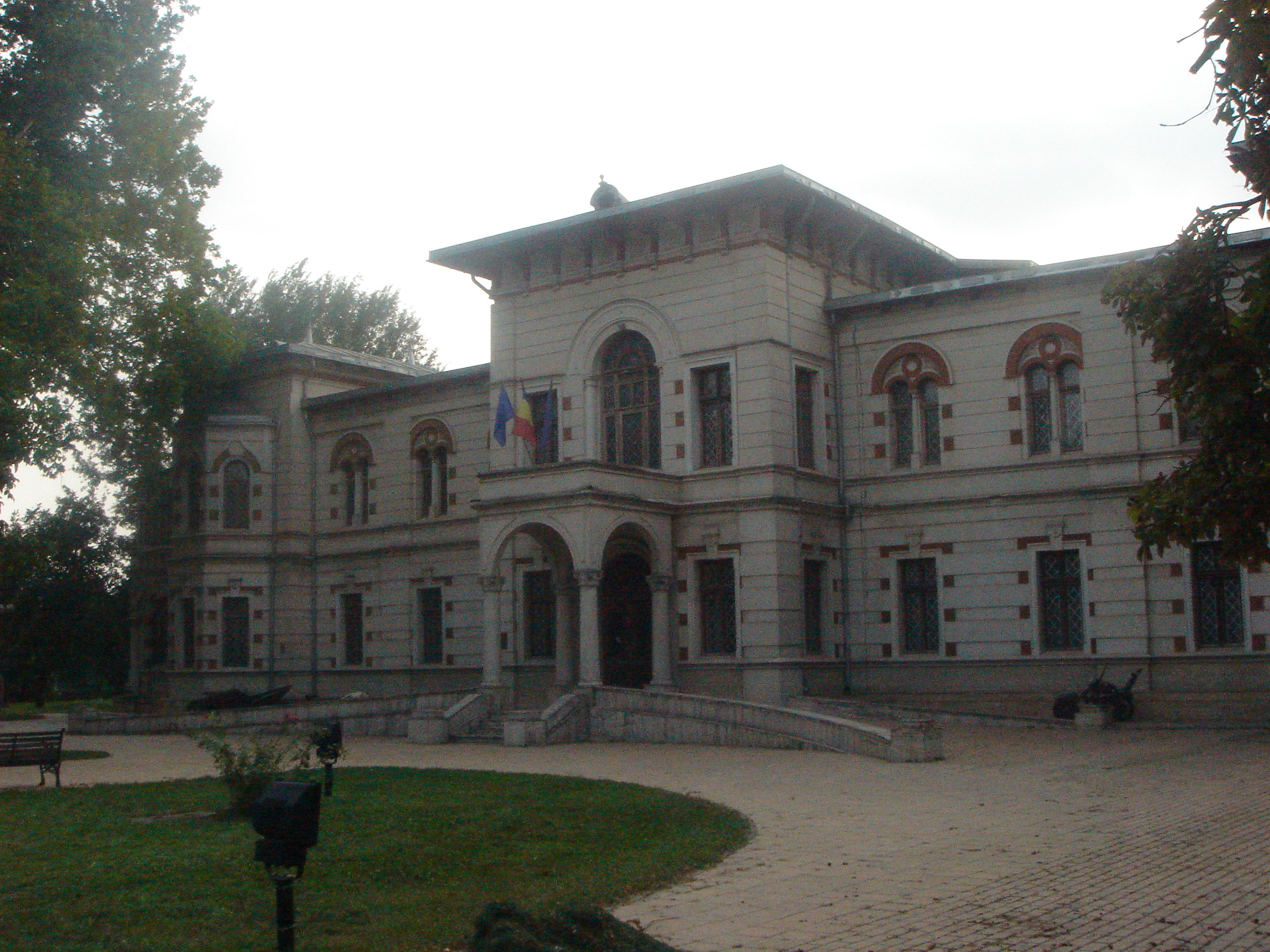
Palatul Episcopal al Dunării de Jos

## Data construcției
Palatul a fost construit între anii 1897-1900.

## Adresă
Este situat pe strada Domnească nr. 141, municipiul Galați.

## Alte informații
Este înscris pe Lista monumentelor istorice. Găzduiește Muzeul Istoriei, Culturii și Spiritualității Creștine de la Dunărea de Jos.